# 粟生津站
粟生津站（日语：／ Aōzu eki */?），是一個位於新潟縣燕市下粟生津，屬於東日本旅客鐵道（JR東日本）越後線的鐵路車站。

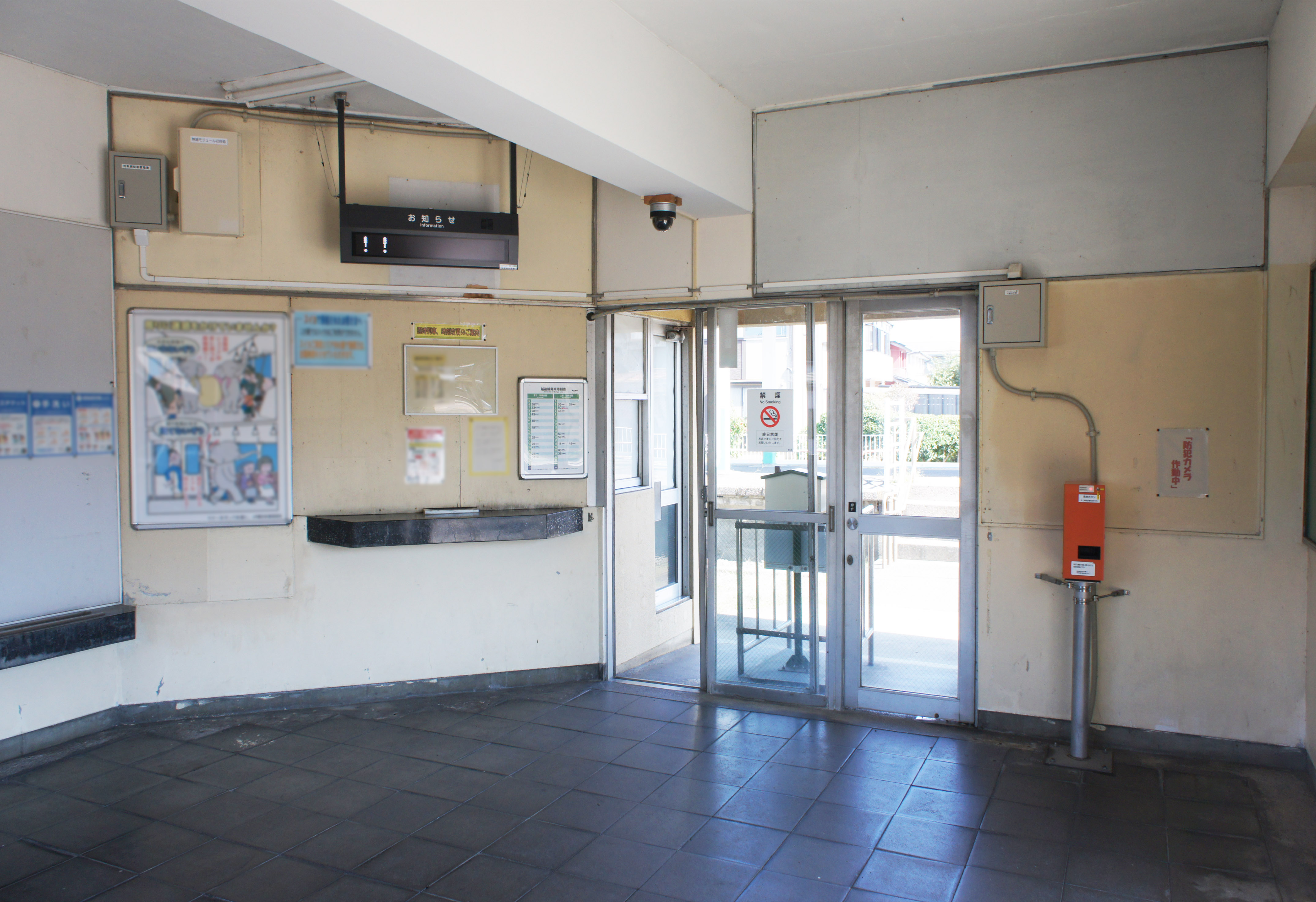
閘門(2021年9月)

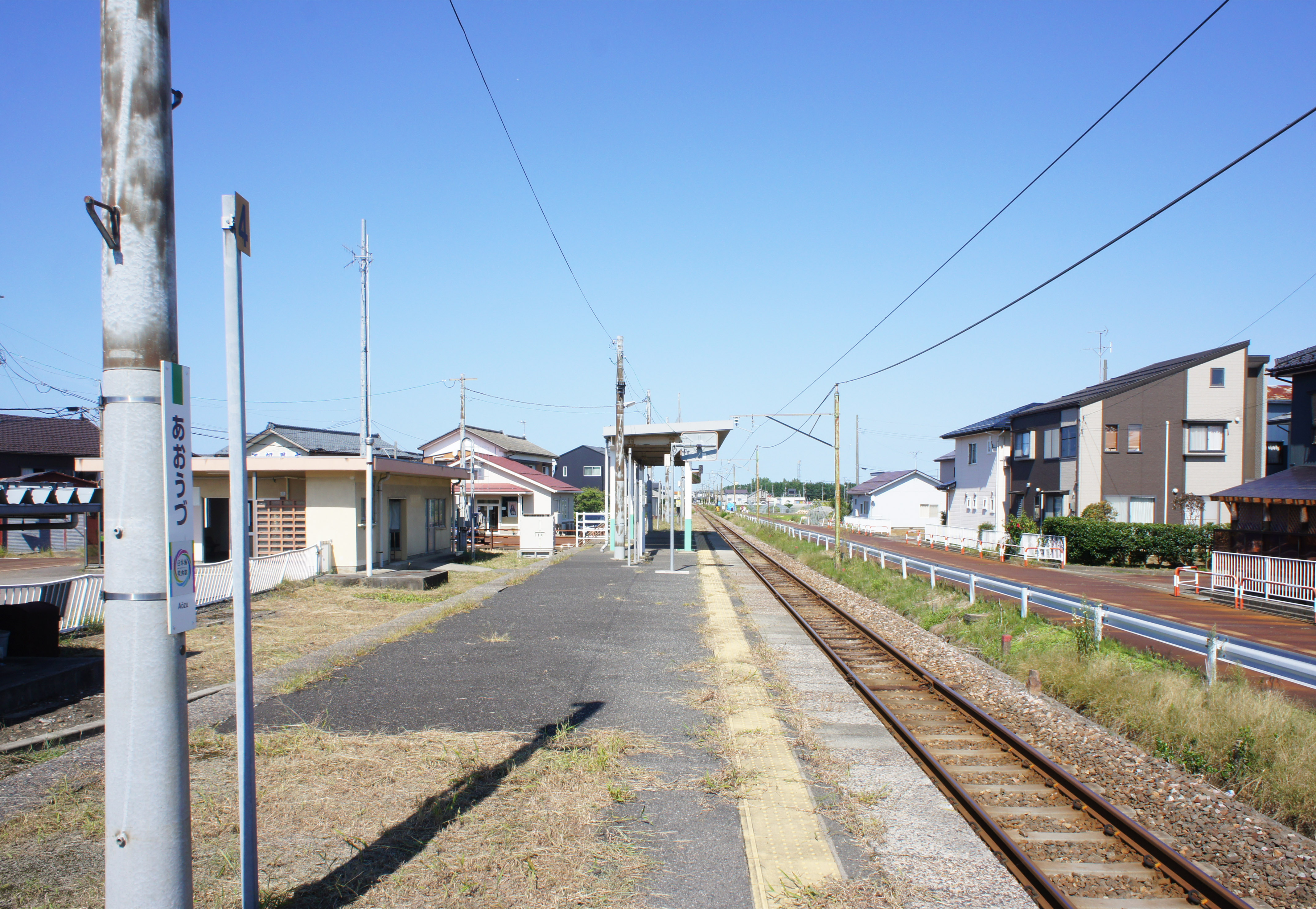
月台(2021年9月)

## 車站結構
側式月台1面1線的地面車站。以前曾經為島式月台1面2線，但既有的交會設備已經撤去。（撤去時期不詳，但1981年時已經撤去）

## 相鄰車站
東日本旅客鐵道（JR東日本）
■越後線
分水－粟生津－南吉田

## 脚注
1. 1 2 3 4 5 6  . 週刊朝日百科. 21号 新潟駅・弥彦駅・津南駅ほか. 朝日新聞出版. 2012-12-30: 21.
2. ↑  「軽便鉄道停留場設置」『官報』1914年7月28日（国立国会図書館デジタル化資料）
3. ↑  宮脇俊三、原田勝正編著『国鉄全線各駅停車⑥』中央・上信越440駅、小学館、1983年。ISBN4-09-395106-3。